# Semelaspidus mangiferae
Semelaspidus mangiferae är en insektsart som beskrevs av Takahashi 1939. Semelaspidus mangiferae ingår i släktet Semelaspidus och familjen pansarsköldlöss. Inga underarter finns listade i Catalogue of Life.